# サウジダービー
サウジダービー（アラビア語: الديربي السعودي、英語: Saudi Derby）は、サウジアラビアのキングアブドゥルアジーズ競馬場で開催されている競馬の競走である。

## 概要
サウジアラビアジョッキークラブが2020年に創設した国際競走。総賞金は150万米ドルで、距離はダート1600m。
同日に開催されるサウジカップのアンダーカードの1つである。

## 歴史
- 2020年 - 「サンバサウジダービーカップ」の名称で創設。
- 2021年 - 「サウジダービー」に改称。
- 2022年 - IFHA（国際競馬統括機関連盟）がサウジアラビアの競馬をパートII国に格上げしたことに伴い、本年より国際G3競走として施行。[1]
- 2023年 - コミッショナーキングが地元馬として初優勝。

## 歴代優勝馬
| 回数  | 施行日        | 調教国・優勝馬    | 性齢 | タイム  | 騎手         | 調教師             |
| ----- | ------------- | ----------------- | ---- | ------- | ------------ | ------------------ |
| 第1回 | 2020年2月29日 | Full Flat         | 牡3  | 1:37.91 | 武豊         | 森秀行             |
| 第2回 | 2021年2月20日 | Pink Kamehameha   | 牡3  | 1:38.57 | 戸崎圭太     | 森秀行             |
| 第3回 | 2022年2月26日 | Pinehurst         | 牡3  | 1:38.12 | F.プラ       | B.バファート       |
| 第4回 | 2023年2月25日 | Commissioner King | 牡3  | 1:38.82 | L.モラレス   | S.アルシャムリ     |
| 第5回 | 2024年2月24日 | Forever Young     | 牡3  | 1:36.17 | 坂井瑠星     | 矢作芳人           |
| 第6回 | 2025年2月22日 | Golden Vekoma     | 牡3  | 1:38.18 | C.ビーズリー | A.ビン・ハルマシュ |